# Новицький Анатолій Олегович
Анато́лій Оле́гович Нови́цький (1992—2014) — сержант Збройних сил України, учасник російсько-української війни.

## З життєпису
Народився 1992 року в місті Нова Одеса. 2010 року закінчив новоодеську загальноосвітню школу № 1. У 2011—2012 роках проходив строкову військову службу — на посаді стрільця, потім — командир стрілецького відділення 4-го полку охорони особливо важливих державних об'єктів Внутрішніх військ (військова частина 3024, місто Павлоград).
Від 6 червня 2013 року проходив військову службу за контрактом. Старший оператор протитанкового взводу 1-го батальйону, 79-та окрема аеромобільна бригада. 
Від весни 2014-го перебував у зоні боїв. Загинув під час обстрілу з установки «Град» бойовиками близько 4:30 ранку 11 липня 2014-го українського блокпосту біля Зеленопілля.
Лишилися мати та сестра.
Похований 30 липня 2014 року в Новій Одесі.

## Нагороди та вшанування
- 8 вересня 2014 року — за особисту мужність і героїзм, виявлені у захисті державного суверенітету та територіальної цілісності України під час російсько-української війни, відзначений — нагороджений орденом «За мужність» III ступеня (посмертно).
- 28 жовтня 2014 року на фасаді будівлі новоодеської ЗОШ № 1 йому відкрито меморіальну дошку.